# Ayşegül Çoban
Ayşegül Çoban (ur. 16 grudnia 1992) – turecka sztangistka, mistrzyni Europy, brązowa medalistka uniwersjady.

## Osiągnięcia
| Rok  | Zawody                      | Miasto        | Miejsce | Kategoria | Wynik  |
| ---- | --------------------------- | ------------- | ------- | --------- | ------ |
| 2009 | mistrzostwa Europy juniorów | Landskrona    | 1.      | 53 kg     | 173 kg |
| 2010 | mistrzostwa Europy juniorów | Limassol      | 1.      | 53 kg     | 183 kg |
| 2011 | mistrzostwa Europy          | Kazań         | 3.      | 53 kg     | 180 kg |
| 2012 | mistrzostwa Europy juniorów | Ejlat         | 3.      | 53 kg     | 178 kg |
| 2013 | igrzyska śródziemnomorskie  | Mersin        | 1.      | 53 kg     | 192 kg |
| 2013 | uniwersjada                 | Kazań         | 3.      | 53 kg     | 189 kg |
| 2014 | mistrzostwa Europy          | Tel Awiw-Jafa | 1.      | 53 kg     | 195 kg |